# La Unión (Zacapa)
La Unión – miasto na południowym wschodzie Gwatemali, w departamencie Zacapa. Według danych szacunkowych z 2012 roku liczba mieszkańców wynosiła 5583 osób. Miasto leży około 80 km na wschód od stolicy departamentu miasta Zacapa i około 12 km od granicy państwowej Hondurasem. La Unión leży na wysokości 880 m n.p.m., w górach Sierra de las Minas.

## Gmina La Unión
Miejscowość jest także siedzibą władz gminy o tej samej nazwie, która jest największą z dziesięciu gmin w departamencie. W 2012 roku gmina liczyła 9853 mieszkańców, a w jej skład oprócz miejscowości La Unión wchodziło 21 wsi. Gmina jak na warunki Gwatemali jest średniej wielkości, a jej powierzchnia obejmuje 211 km².
Mieszkańcy, według danych z 2006 roku, utrzymują się głównie rolnictwa i leśnictwa (razem 93%) oraz budownictwa i usług (po około 2%). W rolnictwie oprócz uprawianych w całej Gwatemali kukurydzy i fasoli to największy wolumen produkcji stanowi uprawa kawa, pomidory, pomarańcze i banany.
Klimat gminy jest równikowy. Według klasyfikacji Köppena należy do klimatów tropikalnych monsunowych (Am), z wyraźną porą deszczową występującą od maja do września. Średnioroczna temperatura powietrza zawiera się w przedziale pomiędzy 22,3 a 26,9 °C.  Większość terenu gminy pokryta jest dżunglą.